# Altdorf (Schaffhausen)
Altdorf é uma comuna da Suíça, no Cantão Schaffhausen, com cerca de 192 habitantes. Estende-se por uma área de 3,1 km², de densidade populacional de 62 hab/km². Confina com as seguintes comunas: Hofen, Opfertshofen, Tengen (DE - BW).
A língua oficial nesta comuna é o Alemão.